# Boyle-Temperatur
Die Boyle-Temperatur TB (benannt nach Robert Boyle) ist die Temperatur, bei der sich ein  reales Gas, das unter einem kleinen Druck steht, wie ein ideales Gas verhält.
Bei der Boyle-Temperatur und niedrigen Drücken verlaufen die pV-p-Graphen, denen im Druck-Volumen-Diagramm die Isothermen entsprechen, nach dem Boyle-Mariotteschen Gasgesetz und damit horizontal:
{\displaystyle \lim _{p\to 0}\left({\frac {\partial (pV)}{\partial p}}\right)_{T_{B}}=\lim _{p\to 0}\left({\frac {\partial z}{\partial p}}\right)_{T_{B}}=0}
mit
- p – Druck
- V – Volumen
- z – Kompressibilitätsfaktor.

Nutzt man die Virialgleichungen und beendet die Näherung mit dem zweiten Glied der Reihe, so ist die Boyle-Temperatur gerade die Temperatur, bei welcher der zweite Virialkoeffizient B verschwindet:
{\displaystyle {\begin{aligned}B(T_{B})=b-{\frac {a}{R\cdot T_{B}}}&\approx 0\\\Rightarrow T_{B}&\approx {\frac {a}{b\cdot R}}\end{aligned}}}
mit
- a, b – Van-der-Waals-Parameter
- R – allgemeine Gaskonstante.

Bei Temperaturen T unterhalb der Boyle-Temperatur ist B(T) negativ:
{\displaystyle T<T_{B}\Rightarrow B(T)<0}